# Liste der Monuments historiques in Vittarville
Die Liste der Monuments historiques in Vittarville führt die Monuments historiques in der französischen Gemeinde Vittarville auf.

## Liste der Objekte
| Bezeichnung               | Beschreibung                                            | Standort                       | Kennzeichnung | Schutzstatus | Datum | Bild |
| ------------------------- | ------------------------------------------------------- | ------------------------------ | ------------- | ------------ | ----- | ---- |
| Skulptur Madonna mit Kind | Holz, ehemals farbig gefasst, Ende des 18. Jahrhunderts | in der Kirche St-Pierre (Lage) | PM55000733    | Classé       | 1982  |      |